# Pillertal
Das Pillertal ist ein etwa sieben Kilometer langes, westliches Seitental des Pitztals, das bei Wenns abzweigt. Es liegt im Tiroler Oberland des Bundeslandes Tirol in Österreich. Das Tal wird vom Pillerbach durchflossen.

## Geografie

### Geografische Lage
Das Pillertal zweigt in etwa 890 Meter Höhe zwischen Wenns und Jerzens, gegenüber dem Hochzeiger, vom Pitztal ab und steigt nach Südwesten zur Pillerhöhe an, dem 1559 Meter hohen Übergang ins Oberinntal und ins Kaunertal. Flankiert wird das Pillertal im Nordwesten vom Venetmassiv und im Südosten steigt die Hohe Aifner Spitze als Nordpfeiler des Kaunergrats an. Während die tiefen Tallagen im Nordosten als Wenner Schmalzkessel landwirtschaftlich genutzt werden, ist der Talschluss im Südwesten dicht bewaldet. 

### Gemeinden
Anteil am unteren Pillertal hat die Gemeinde Wenns im Bezirk Imst, und die Gemeinde Fließ im Bezirk Landeck mit der Ortschaft Piller umfasst das obere Pillertal.